# امپراتوری بیزانس تحت خاندان ژوستینین
امپراتوری بیزانس تحت خاندان ژوستینین (انگلیسی: Byzantine Empire under the Justinian dynasty) به دورانی از امپراتوری بیزانس گفته می‌شود که پس از روی کار آمدن ژوستین یکم تا موریس ادامه یافت.
ژوستین اول، که از مردم ایلیری بود به پادشاهی رسید. او در امور مربوط به حکمت و فقه دخالتی نکرد و بیشتر هم خود را در راه احیای قدرت امپراتوری به کار برد. ژوستین اول جانشینی خود را به برادرزاده خویش، ژوستینین سپرد. ژوستینین از این بابت که توجه زیادی به ایجاد وحدت در سراسر ممالک رومی داشت و همچنین به مناسبت کوشش‌هایی که برای غلبه و سیادت بر دنیای قدیم کرد شاید بزرگترین امپراتور قسطنطنیه باشد ولی بیشتر وقت خود را صرف رسیدگی به جزئیات کارهای اداری و مسائل مذهبی می‌کرد. ژوستینین، زنی را به نام تئودورا، که دارای نیروی کامل و هوش کافی و انرژی نامحدود بود را به ازدواج خویش درآورد و این زن تا ان جایی پل قدرت را طی کرد که در سلطنت با همسرش شریک بخش بزرگ و اصلی قدرتش شد. خوشبختی ژوستینین در این بود خدمتگزارانی لایق و بخصوص سردارانی دلاور و دانا مانند بلیزر و نارسس در اختیار داشت.
ژوستینین از جنگجویان و فاتحان عصر خود محسوب می‌شد. وی قبل از هر کاری درصدد برآمد کشورهایی را که اقوام در مغرب متصرف شده بودند از آن‌ها بازستاند و محرک او در این امر حس جاه‌طلبی و دینداری او بود و می‌خواست مذهب آریانیسم را بکلی از میان بردارد. به همین منظور قوائی به جنگ واندال‌ها فرستاد؛ بلیزر فرمانده این اردو در آفریقا پیاده شده کارتاژ را گرفت و ژلیمر پادشاه واندال‌ها را شکست داد و در ظرف مدت چند ماه کشور واندال‌ها را تسخیر کرد.
پس از این نوبت استروگت‌ها فرا رسید ولی جنگ با این اقوام در ایتالیا دشوارتر از جنگ‌هایی بود که در آفریقا انجام گرفت. بلیزر ابتدا سیسیل، ناپل و رم را متصرف شد، منتهی چون قوای کافی در اختیار نداشت از طرف نیروهای پادشاه جدید استروگت یعنی ویتی‌ژس محاصره شد و این وضع مدت یک سال دوام یافت. با این حال در نبرد با گت‌ها که پادشاه جدیدی به نام توتی‌لا انتخاب کرده بودند توفیق‌هایی نصیب او شد. توتی‌لا همهٔ رومی‌ها را از سرزمین ایتالیا بیرون کرد و ناچار هیئت دیگری به سرداری نارسس به این حدود اعزام شد و او قدرت و مقاومت استروگت‌ها را بکلی درهم شکست. در همین ایام، ژوستینین از نفاق و اختلاف میان استروگت‌ها استفاده کرده، ناحیه جنوب شرقی اسپانیا را متصرف شد و به این ترتیب امپراتوری روم را احیا کرد و قدرت خود را بر سراسر اراضی مدیترانه بسط داد. جنبه ظاهری این قدرت و عظمت خیلی بیش از صورت واقعی و حقیقی آن بود چون در همین موقع که این فتوحات در مغرب نصیب رومی‌ها می‌شد، در مشرق در برابر حملات ایرانی‌ها تاب مقاومت نداشته مجبور به پرداخت خراج بودند؛ گذشته از این هون‌ها، اسلاوها و بلغارها چند بار از دانوب گذشته نواحی مزی، مقدونیه و تراس را غارت کردند. در این موقع چنان‌که می‌توان دید قوای امپراتوری برای فتوحات جدید و دفاع از آن کافی نبود و همچنین پول کافی هم برای مخارج این قبیل اقدامات در اختیار نداشتند. دورهٔ زمامداری ژوستینین، در داخله باآرامی گذشت، مع‌ذلک شورشی که در نتیجه رقابت و نزاع ارّابه‌رانان بروز کرد خطر بزرگی برای امپراتوری به وجود آورد. این طبقه به دسته‌های مختلفی تقسیم شده بودند که دسته آبی و دسته سبز مهم‌ترین آنها محسوب می‌شدند. ژوستی‌نین به مسئله قانونگذاری توجه بسیار داشت و قوانینی که به نام او و توسط حقوقدانانی که تری‌بونین معروفترین آنهاست وضع شد موجب اعتبار و شهرت او می‌باشد. وی به مسائل مذهبی اهمیت زیاد می‌داد و با بدعتگذاران بشدت مخالفت می‌کرد و همین امر مایه خشم مردم مصر و شام و کفار و یهودیان بود. ژوستی‌نین پس از سلطنت افتخارآمیزی در سال ۵۶۵ مرد ولی اقدامات بزرگ او پایه‌های محکم و استواری نداشت.
آثار ضعف در زمان جانشینان او ظاهر شد. ژوستین دوم نتوانست از هجوم لمباردها به ایتالیا جلوگیری کند و این اقوام در سال ۵۶۸ قسمت شمالی و مرکزی ایتالیا را به تصرف درآوردند و فقط قسمت جنوبی و چند شهر یعنی رم، ژنوراون در دست امپراتوری باقی ماند. تیبریوس دوم کنستانتین تمام ایام سلطنت خود را به جنگ با ایرانی‌ها و دفع خطر آنها گذراند. موریس با پیروزی در مقابل ایرانی‌ها، اسلاوها و آوارها مقاومت کرد ولی سیاست اقتصادی او موجب بی‌اعتباری وی شد و عاقبت به دست سربازی خشن و بیرحم به نام فوکاس کشته شد. با این پیش‌آمد ایرانی‌ها حملات خود را از سرگرفتند و ویزیگت‌ها زمین‌هایی را که در اسپانیا از دست داده بودند مجدداً به تصرف درآوردند. به این ترتیب امپراتوری رم که تا چندسال پیش شکوه و عظمتی داشت به مرحله انحطاط و سقوط رسید.